# Рятувальне судно конвою
Під час Другої Світової Війни визначені рятувальні судна конвою супроводжували деякі атлантичні конвої для забезпечення порятунку екіпажів потоплених німецькими підводними човнами кораблів та суден. Це були зазвичай невеликі транспорти, які були додатково обладнанні для розміщення та забезпечення врятованих моряків (близько 150 осіб). Рятувальні судна також оснащувалися спеціальними сітками, які полегшували підйом на борт судна з рятувальних шлюпок. Рятувальні судна конвою, зазвичай мали операційний зал,лікаря та медичний персонал. 

## Служба
Перший спеціально обладнаний рятувальний корабель почав службу у січні 1941 року. Коли рятувальних кораблів бракувало, їх функції виконували великі океанські буксири і модифіковані траулери.
До кінця війни  було побудовано або переобладнано 30 рятувальних суден. Вони супроводили 797 конвої і врятували 4,194 уцілілих моряків з 119 судів. Загинули шість рятувальних суден, п'ять від ворожих дій (три потоплено підводними човнами і ще два літаками).

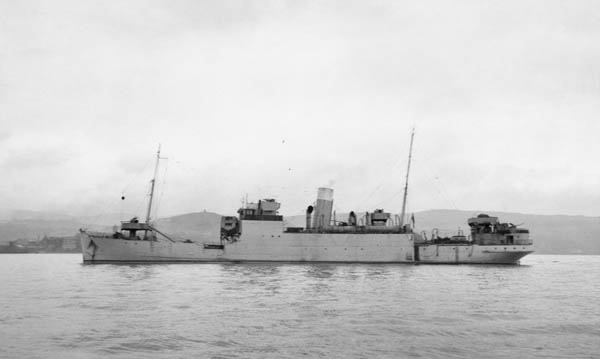
Rathlin - Рятувальне судно конвою